# Mary Kalopothakes

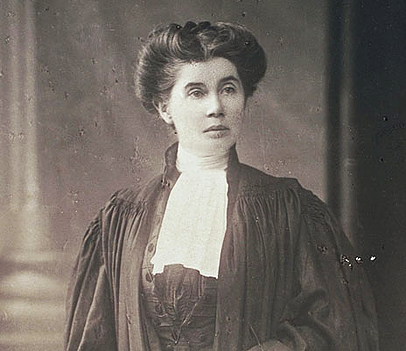
Mary Kalopothakes

Mary Kalopothakes (eigentlich Maria Kalopothaki, griechisch Μαρία Καλοποθάκη; * 1859 in Athen; † Januar 1941) war eine griechische Ärztin.

## Leben
Mary Kalopothakes’ Eltern waren Mediziner und Missionare in Griechenland, Michail Kalopothakis und Martha Hooper Blackler; ihr Bruder war der Journalist Demetrios Kalopothakes. Als sie zwölf Jahre alt war, starb ihre Mutter. Ihre Ausbildung absolvierte sie an griechischen und US-amerikanischen Schulen und erhielt einen Abschluss an der Harvard Annex. Weil sie als Frau in Griechenland nicht Medizin studieren konnte, absolvierte sie 1886–1894 ihr Studium in Paris und legte 1894 in Athen ihr Examen in Pädiatrie und Gynäkologie ab.
Als Ärztin war sie eine Pionierin. Bei Beginn des Türkisch-Griechischen Krieges arbeitete sie als Direktorin und Chirurgin im Krankenhaus des Roten Kreuzes in Volos. Ihre Arbeit und die Mitarbeit in der Union Griechischer Frauen brachte ihr die Anerkennung der Königin Olga und von Florence Nightingale.
Später eröffnete sie ein Krankenhaus für Frauen und Kinder und bildete Krankenschwestern aus mit Schwerpunkten auf Volksgesundheit und Tuberkulose-Prävention. 1909 veröffentlichte sie einen Bericht über die Volksgesundheit in Griechenland mit Zahlen zu Kindersterblichkeit, Hygiene und Tuberkulose. Während des Balkankrieges arbeitete sie in Arta im Krankenhaus des Roten Kreuzes. Sie wird als eine menschenfreundliche, mutige und großzügige Frau beschrieben. Über ihre Arbeit hinaus setzte sie sich auch in der Griechischen Evangelischen Kirche ein, die ihr Vater gegründet hatte. Dort leitete sie über lange Jahre die Jugendarbeit. Sie starb im Januar 1941.

## Nachwirkung
2011 rief die The Hellenic Medical Society (HMS) of New York ein jährliches Symposium zu Ehren von Mary Kalopothakis ins Leben, das griechische Ärztinnen und Forscherinnen auszeichnen soll. Die erste Preisträgerin war Maria Delivoria-Papadopoulos, Kinderärztin und Gynäkologin (2011).

## Werke
- The Health of the Nations. Athen 1909.
- Elements of Hygiene for Schools. Athen 1912.
- Herausgabe der medizinischen Zeitschrift Hygeia (‚Gesundheit‘).

Artikel in den Zeitschriften
- Efimeris ton Pedon (‚Zeitung der Kinder‘)
- Astir tis Anatolis (‚Stern des Ostens‘)
- sowie zahlreiche Hymnen für die Evangelische Kirche von Griechenland.